# Primeira Divisão 1973-74
La Primeira Divisão 1973/74 fue la 40.ª edición de la máxima categoría de fútbol en Portugal. Sporting de Portugal ganó su 14° título. El goleador fue Héctor Yazalde del equipo campeón con 46 goles.

## Tabla de posiciones
| Pos | Equipo               | PJ | PG | PE | PP | GF | GC | Pts |                               |
| --- | -------------------- | -- | -- | -- | -- | -- | -- | --- | ----------------------------- |
| 1   | Sporting de Portugal | 30 | 23 | 3  | 4  | 96 | 21 | 49  | Copa de Campeones de Europa   |
| 2   | Benfica              | 30 | 21 | 5  | 4  | 68 | 23 | 47  | Recopa de Europa              |
| 3   | Vitória de Setúbal   | 30 | 19 | 7  | 4  | 69 | 21 | 45  | Copa UEFA                     |
| 4   | Porto                | 30 | 18 | 7  | 5  | 43 | 22 | 43  | Copa UEFA                     |
| 5   | Belenenses           | 30 | 17 | 6  | 7  | 56 | 34 | 40  |                               |
| 6   | Vitória de Guimarães | 30 | 10 | 11 | 9  | 36 | 34 | 31  |                               |
| 7   | Farense              | 30 | 9  | 8  | 13 | 35 | 38 | 26  |                               |
| 8   | GD CUF               | 30 | 8  | 9  | 13 | 33 | 44 | 25  |                               |
| 9   | Boavista             | 30 | 9  | 7  | 14 | 35 | 43 | 25  |                               |
| 10  | Académica de Coimbra | 30 | 8  | 7  | 15 | 29 | 45 | 23  |                               |
| 11  | Olhanense            | 30 | 8  | 6  | 16 | 35 | 69 | 22  |                               |
| 12  | Oriental             | 30 | 10 | 1  | 19 | 35 | 79 | 21  |                               |
| 13  | Beira-Mar            | 30 | 7  | 7  | 16 | 34 | 59 | 21  | Descenso a la Segunda Divisão |
| 14  | Leixões              | 30 | 9  | 3  | 18 | 36 | 56 | 21  |                               |
| 15  | Barreirense          | 30 | 6  | 9  | 15 | 19 | 42 | 21  | Descenso a la Segunda Divisão |
| 16  | Montijo              | 30 | 7  | 6  | 17 | 32 | 61 | 20  | Descenso a la Segunda Divisão |

|                                |
| Campeón Sporting CP 14° título |